# Shimadzu All Japan Indoor Tennis Championships 1997
Lo Shimadzu All Japan Indoor Tennis Championships 1997 è stato un torneo di tennis facente parte della categoria ATP Challenger Series nell'ambito dell'ATP Challenger Series 1997. Il torneo si è giocato a Kyoto in Giappone dal 17 al 23 febbraio 1997 su campi in cemento indoor.

## Vincitori

### Singolare
Carsten Arriens ha battuto in finale  Mahesh Bhupathi con il punteggio di 3–6, 6–2, 7–6

### Doppio
Mahesh Bhupathi /  Wayne Black hanno battuto in finale  Satoshi Iwabuchi /  Takao Suzuki con il punteggio di 6–4, 6–7, 6–1